# Zwergblauschaf
Das Zwergblauschaf (Pseudois schaeferi) ist eine ziegenartige Paarhuferart, die eng mit dem Blauschaf verwandt ist. Nur wenige hundert Exemplare dieser Art leben in einem kleinen Gebiet am Jangtse in China.

## Merkmale
Zwergblauschafe erinnern vom Körperbau eher an Ziegen denn an Schafe. Sie haben ein graubraunes Fell, oft mit einem silbernen Schimmer, insgesamt sind sie matter gefärbt als die Blauschafe. Die Gliedmaßen sind dunkel gefärbt. Diese Tiere erreichen eine Kopfrumpflänge von rund 106 Zentimetern, eine Schulterhöhe von 65 bis 80 Zentimetern und ein Gewicht von 25 bis 45 Kilogramm, wobei die Männchen schwerer als die Weibchen werden.
Beide Geschlechter tragen Hörner. Die der Männchen sind vergleichsweise dünn und aufgerichtet und im Gegensatz zu denen der Blauschafe nicht nach innen gewölbt. Die Hörner der Weibchen sind kürzer und aufrecht.

## Verbreitung und Lebensraum
Zwergblauschafe bewohnen ein nur 300 km² großes Gebiet am oberen Jangtse. Dieses liegt im äußersten Westen der Provinz Sichuan (Autonomer Bezirk Garzê) bei der Stadt Zhubalong und im Osten des Autonomen Gebietes Tibet (Stadt Qamdo). Ihr Lebensraum ist felsiges Bergland zwischen 2600 und 3200 Metern Seehöhe mit teils sehr steilen Hängen.

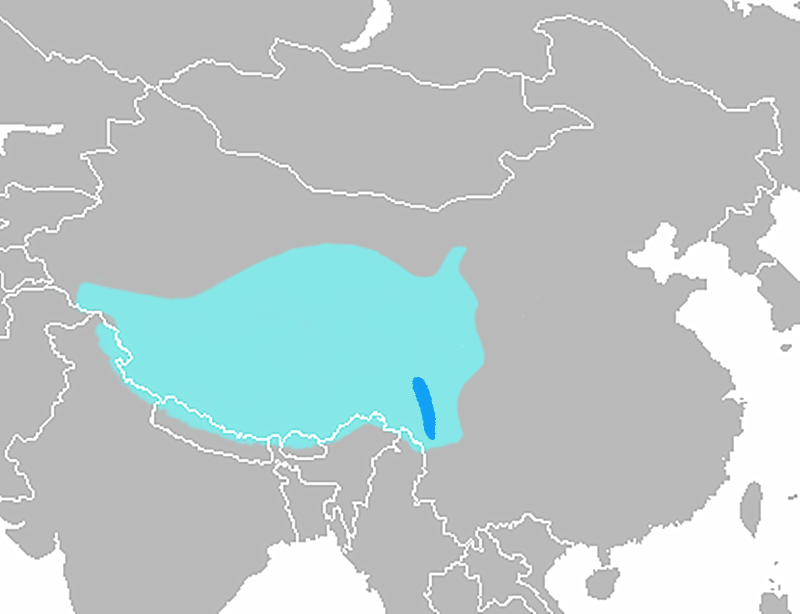
Die Verbreitungsgebiete der Zwergblauschafe
Blauschaf
Zwergblauschaf

## Lebensweise
Über die Lebensweise der Zwergblauschafe ist wenig bekannt. Sie leben in Paaren oder kleinen Gruppen von meistens weniger als acht Tieren. Es finden sich sowohl reine Männchen- als auch reine Weibchengruppen (mit Jungtieren) als auch gemischte Herden. Diese Tiere sind Pflanzenfresser, die sich vorwiegend von Gräsern und Moosen ernähren. Die Paarungszeit liegt im November und Dezember, die meisten Geburten erfolgen nach einer rund sechsmonatigen Tragzeit zwischen Ende Mai und Ende Juni.

## Bedrohung
Die Gesamtpopulation des Zwergblauschafs wird auf knapp über 200 Exemplare geschätzt. In ihrem kleinen Verbreitungsgebiet sind sie der Konkurrenz durch weidende Haustiere und der Bejagung ausgesetzt. 1995 wurde bei der Stadt Zhubalong ein 142 km² großes Schutzgebiet eingerichtet, doch auch dort sind sie durch Haustiere und Wilderei bedroht. Die IUCN listet sie als stark gefährdet (endangered).

## Systematik
Das Zwergblauschaf bildet zusammen mit dem Blauschaf die Gattung der Blauschafe (Pseudois) innerhalb der Tribus der Ziegenartigen (Caprini) in der Familie der Hornträger (Bovidae). Zwergblauschafe wurden der westlichen Welt erstmals durch die Tibetexpedition 1934–1936 von Ernst Schäfer und Brooke Dolan bekannt. Zunächst hielt man sie oft für gewöhnliche Blauschafe, erst 1963 beschrieb sie Theodor Haltenorth als eigenständige Unterart des Blauschafs (Pseudois nayaur schaeferi – das Epitheton schaeferi ehrt den Entdecker Ernst Schäfer). Erst 1978 wurde sie als eigenständige Art anerkannt, was bis heute manchmal angezweifelt wird. Laut Wang und Hoffmann (1987) handelt es sich um eine isolierte Gruppe der Blauschafe, die gerade den Prozess der Artbildung durchläuft. Die Unterschiede zum Blauschaf liegen in der geringeren Körpergröße, dem matteren Fell und der Form der Hörner.